# Yangjae (métro de Séoul)
Yangjae (hangeul : 양재 ; hanja : 良才, sous-titrée Seocho-gu Office) est une station de correspondance entre la ligne 3 et la ligne Sin Bundang du métro de Séoul. Elle est située au 2585 Nambusunhwan-ro, quartier Yangjae-dong, dans l'arrondissement de Seocho-gu à Séoul en Corée du Sud. Elle dessert notamment le terminal des bus de Nambu et le centre des arts de Séoul.
Ouverte en 1985, elle devient une station de correspondance en 2022. Elle est desservie par les rames omnibus et express qui circulent sur la ligne 3 et les rames omnibus de la ligne Sin Bundan.

## Situation sur le réseau

Plan du réseau (2023)

La station Yangjae est une station de correspondance entre la ligne 3 et la ligne Sin Bundang du métro de Séoul :
sur la ligne 3, c'est une station souterraine située entre la station Terminal des bus de Nambu, en direction du terminus Daehwa, et la station Maebong, en direction du terminus Ogeum ;
sur la ligne Sin Bundang, c'est une station souterraine située entre la station Gangnam, en direction du terminus nord Sinsa, et la station Yangjae Citizen's Forest en direction du terminus sud Gwanggyo.

## Histoire
La station Yangjae de la ligne 3 du métro de Séoul est mise en service le 18 octobre 1985, lors de l'ouverture à l'exploitation des 16,2 km de la section de Dongnimmun à Yangjae.
Elle devient une station de correspondance, avec la ligne Sin Bundang le 28 octobre 2011, lors de l'ouverture à l'exploitation de la section de Gangnam à Jeongja,.

## Services aux voyageurs

### Accès et accueil
Établie au 2585 Nambusunhwan-ro, quartier Yangjae-dong, dans l'arrondissement de Seocho-gu, la station dispose de douze bouches, numérotées de 1 à 12. Les stations, décalées, sont situées au troisième sous-sol. Pour les échanges entre la surface est les quatre sous-sol elle est équipée d'escaliers, d'escaliers mécaniques et d'ascenseurs. La billetterie dispose d'automates notamment pour les titres de transport et la recharge des cartes.

### Desserte

#### Station ligne 3
Yangjae, est une station de la ligne 3, avec deux quais latéraux équipés de portes palières.

Installations ligne 3
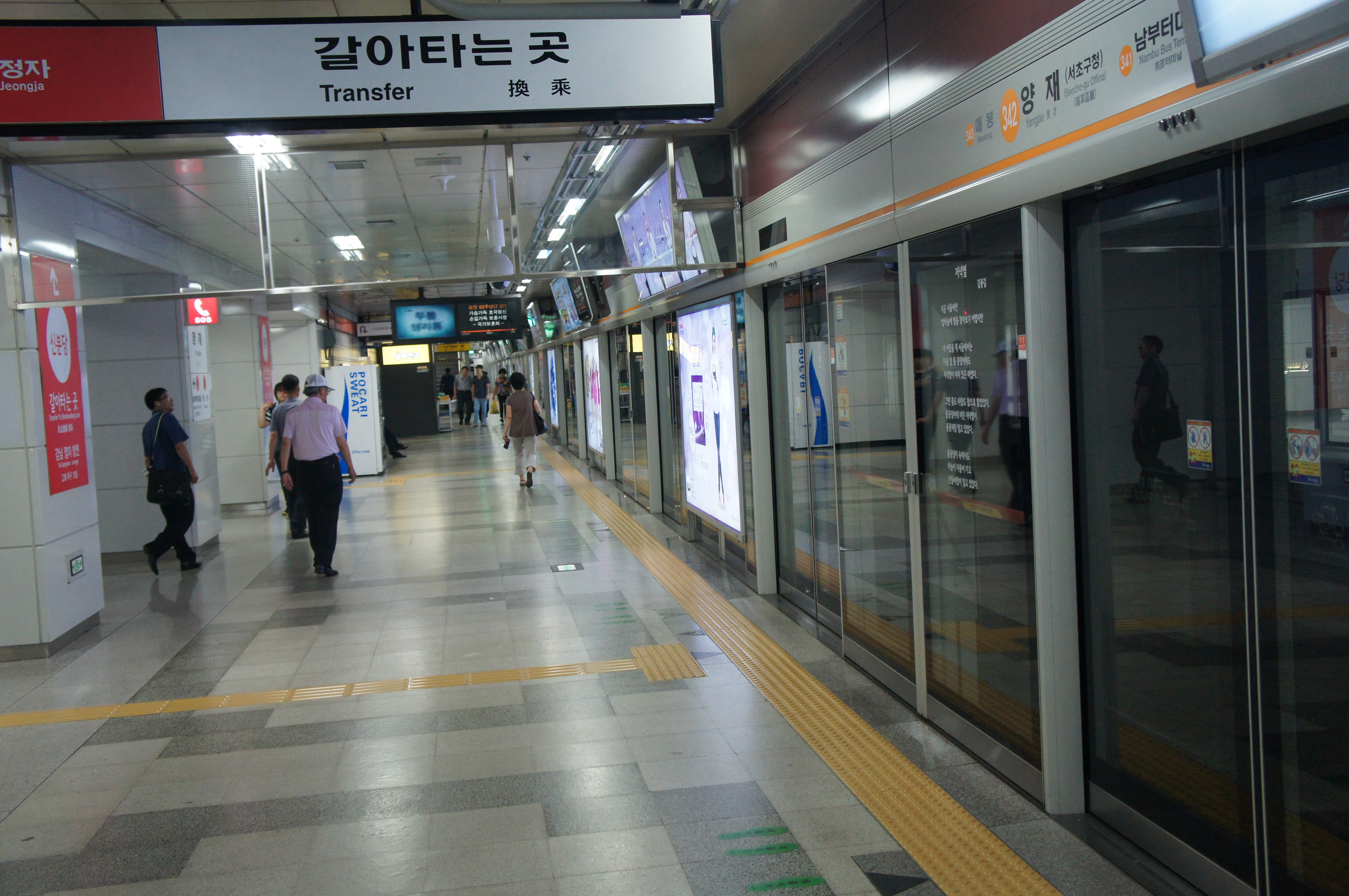
En 2013.
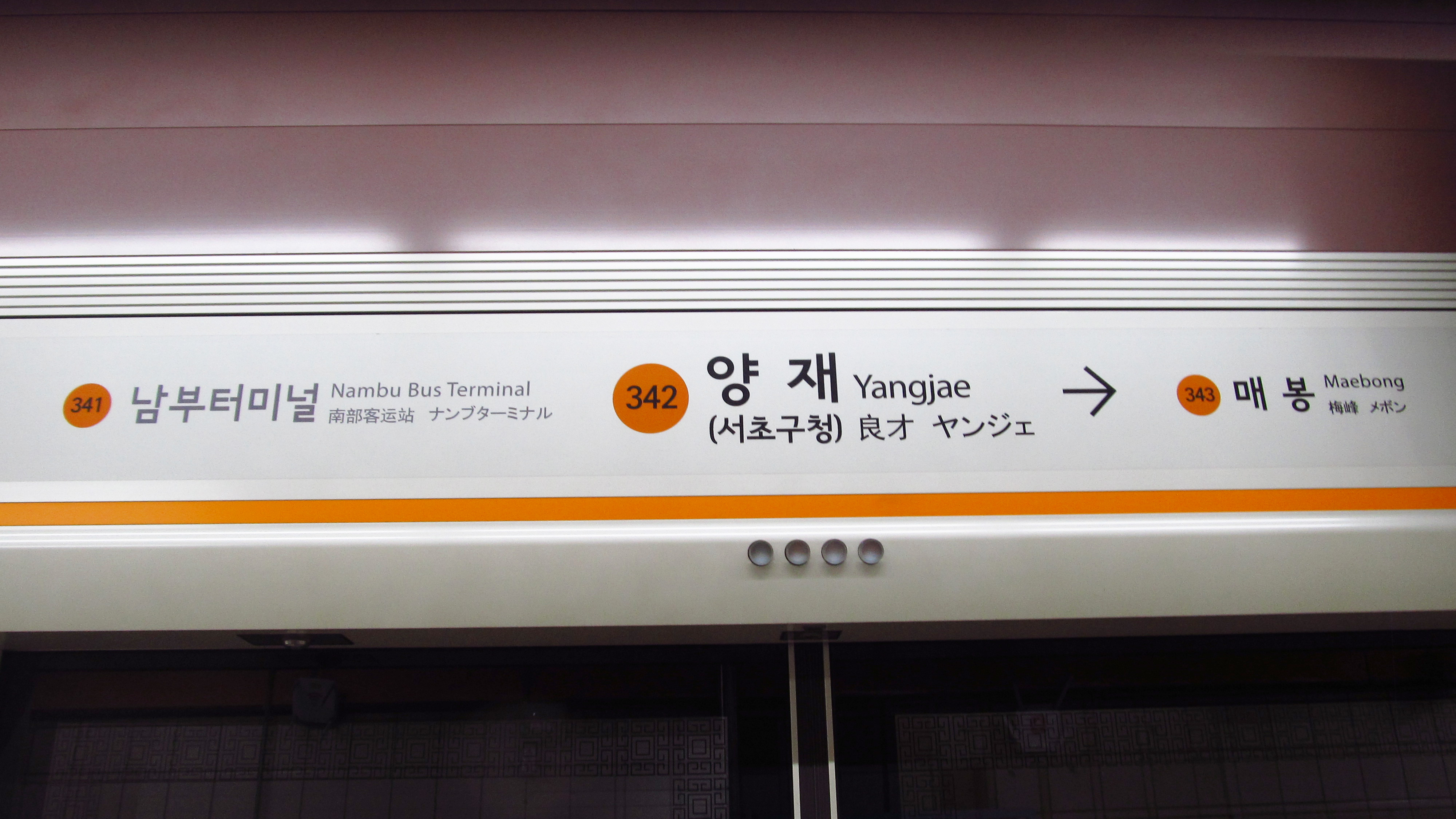
En 2018.
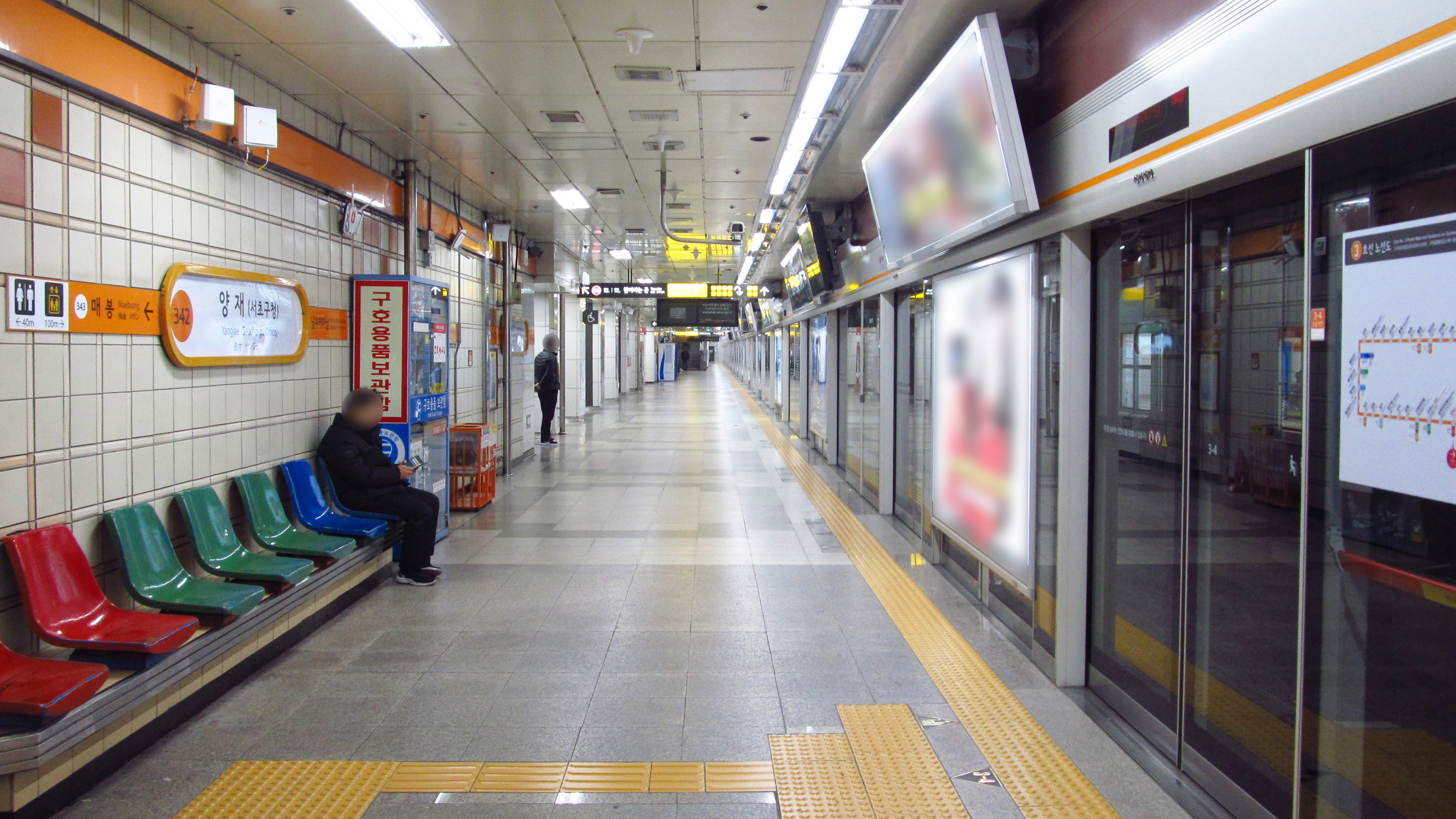
En 2018.

#### Station ligne Sin Bundang
Yangjae, est une station de la ligne Sin Bundang, avec deux quais latéraux équipés de portes palières.

Installations ligne Sin Bundang
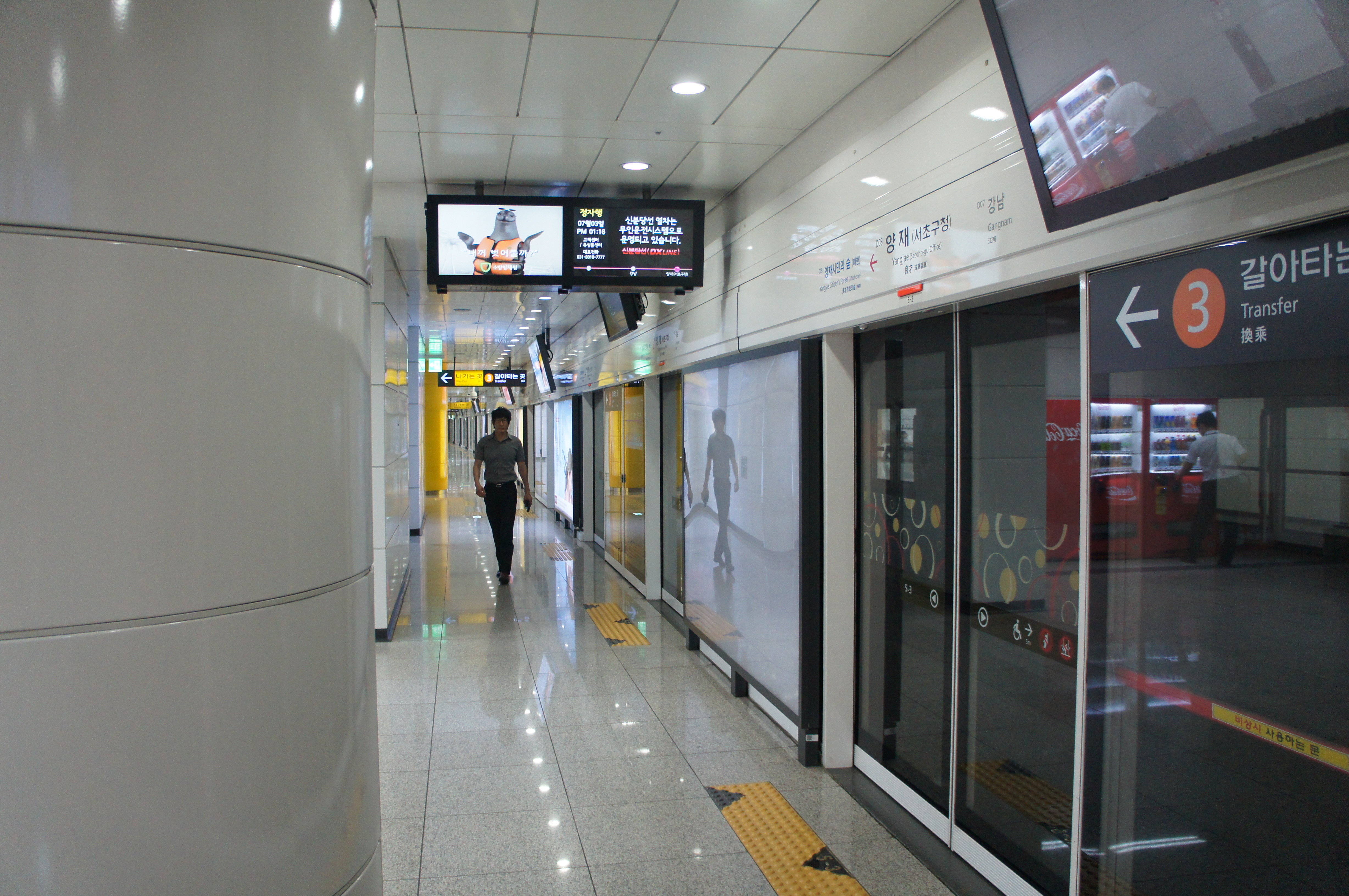
En 2013.
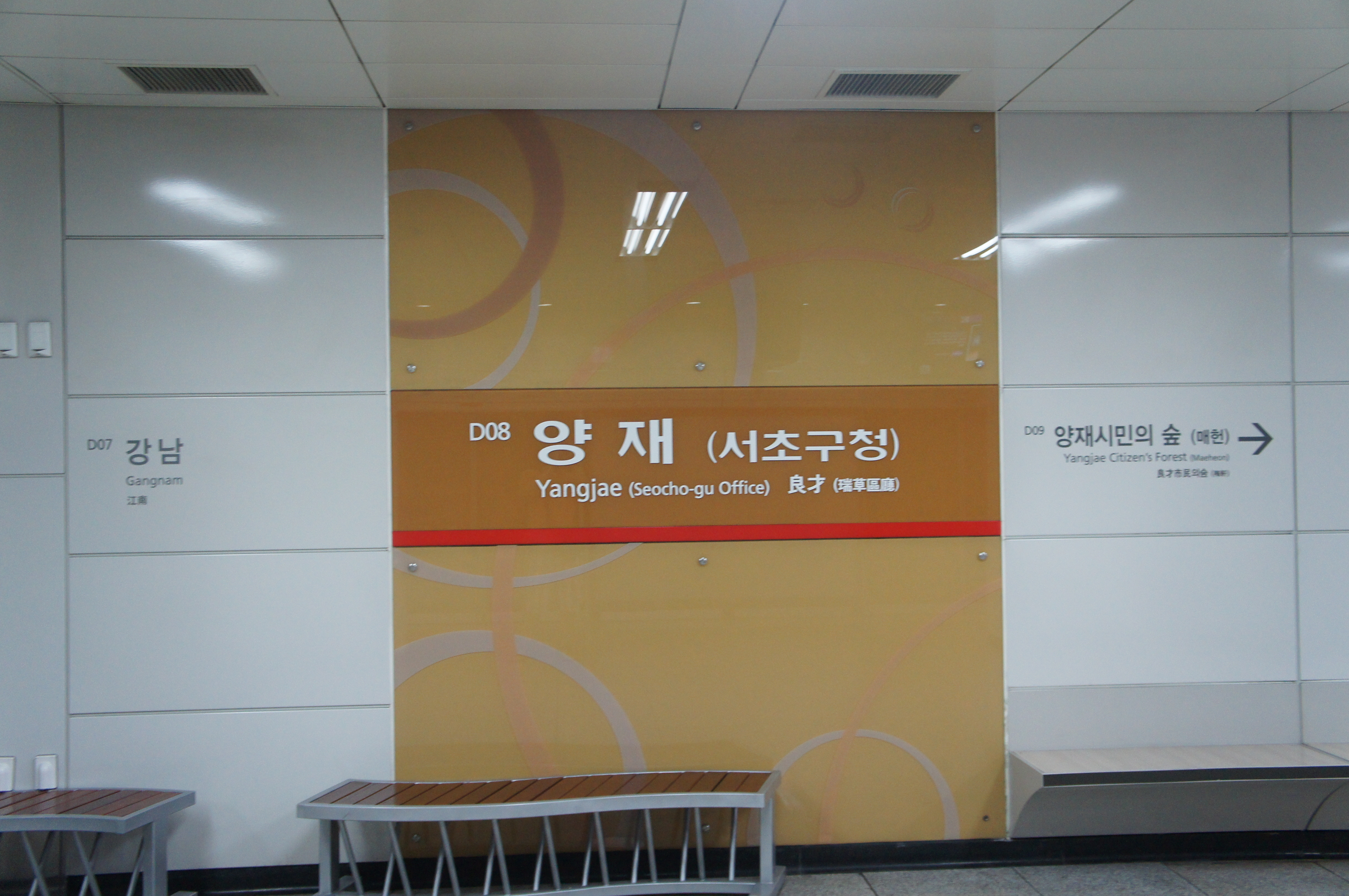
En 2013.
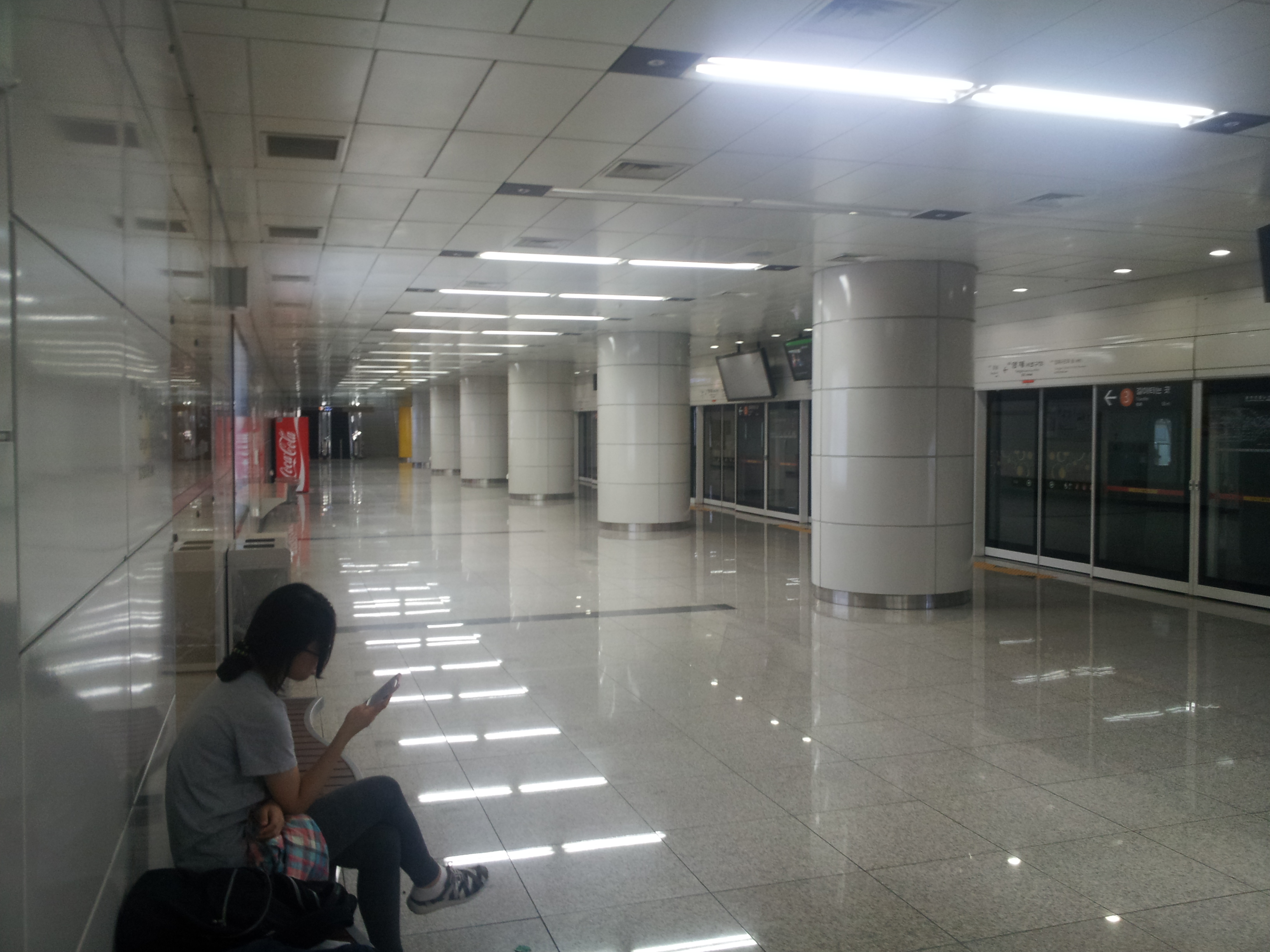
En 2013.

### Intermodalité
Des arrêts de bus sont situés à proximité des bouches du métro.